# Croc (rivière)
Pour les articles homonymes, voir Croc.
La Croc est un torrent des Monts de Vaucluse de la région PACA, dans les départements des Alpes-de-Haute-Provence et de Vaucluse. 
C'est un affluent de la Nesque, donc un sous-affluent du Rhône par la Sorgue et l'Ouvèze.

## Géographie
De 26,1 km de longueur, La Croc traverse Les Omergues, Revest-du-Bion, Saint-Trinit et enfin Sault où il se jette dans la Nesque, soit deux départements traversés : Alpes-de-Haute-Provence et Vaucluse.

## Toponymie
- torrent la croc
- ravin d'aiguebelle
- ravin des crottes

## Principaux affluents
- ravin des allègres
- ravin de la combe de buisson
- ravin des jacquet
- ravin de la greppe
- ravin de la curni